# Стара кућа породице Жујовић
Стара кућа породице Жујовић у Неменикућама, код Сопота, је саграђена 1873. године. Кућа има статус споменика културе од великог значаја. Кућа се налази у непосредној близини некадашњег центра села, на падини изнад главног сеоског пута.

## Изглед објекта
Куће је правоугаоног облика, димензија десет са седам метара, са подрумом и темељем који су у ломљеном камену, изнад кога се уздиже приземље са четири просторије. Конструкција је бондручна са испуном од чатме. Четворосливни кров, с функцијом надстрешнице је покривен ћерамидом и има велике испусте. Трем се налази са јужне стране куће, који издигнут на стубовима представља варијанту чардака. Чардак је поред летње одаје за укућане и јединствен ликовни елемент. На трем се улази преко спољашњег степеништа. Прозори на кући имају дрвене решетке и капке, што делује изузетно декоративно, а ограду трема чине вертикално постављене даске у дрвеном раму. Четвороводни кров је покривен ћерамидом, има испусте и велику надстрешницу која се налази изнад степеништа за трем. Унутар куће простор је подељен на четири једнаке просторије. Таванице и подови су сачињени од дасака, осим у оџаклији где је под од опеке а таванице обложене лепом. Све скупа, материјал, примењена конструкција, организација унутрашњег простора, изузетна пластична експресивност и склад природних тонова чине ову кућу изразито успелим примерком народног градитељства. Овакав стамбени објекат развијеног типа, био је карактеристичан за околину Београда у другој половини XIX века.
Додатни квалитет представља положај куће, која се налази на коси, са уздигнутим чардаком са кога се пружа видик на космајске падине.

## Историја
У оквиру архитектонског наслеђа београдског подручја, које се углавном састоји од различитих варијаната балканских кућа: шумадијске, косовске, моравске, кућа породице Жујовиће се истиче као експонат готово чистог стила балканске архитектуре. Од када је направљена, 1827. године, ова кућа је непрекидно у власништву породице Жујовић. Ова Кућа својом причом исказаном облицима, бојом, представља сведочанство о пореклу, животу, потребама и укусу првих генерација српских интелектуалаца који су представљали водећу политичку снагу обновљене Србије. Ова Кућа има свој удео у значају за развој модерне архитектуре, јер представља вредан предложак који пружа могућности прилагођавања, преуређивања и раста у нове архитектонске облике са савременим функцијама. Овај објекат је резултат симбиозе различитих типова, највероватније и у својој првој фази, јер према усменом исказу старијих власник, кућу су градили мајстори из Топлице, што оставља могућност да ни првобитно није реализована као чиста динарска варијанта. Радови на реконструкцији и санацији објекта су потврдили претпоставке да је објекат примарно био троделан. Скидањем слојева пода, као и коленика на таваници утврђено је да је постојало отворено огњиште, које је највероватније почетком друге половине деветнаестог века било замењено полузатвореним. Под у „кући“ је првобитно био од набијене земље, што се мења касније са променом типа огњишта, који је сада поплочан циглом нестандардног формата.
После скидања кровног покривача, ћерамиде, установљено је да постоји дрвена подлога, шиндра. Зарези на елементима кровне конструкције, на слемену, говоре о томе да је кров, највероватније, био већег нагиба и висине, односно да је кровна конструкција била прилагођена шиндри као покривачу. Столарија је делимично аутентична. Два прозора на западној и један на источној страни су, највероватније, у другој половини деветнаестог века промењени, док су улазна врата као и врата на једној од соба промењени касније.

## Данашње стање
Кућа породице Жујовић, после реконструкције има функцију активног експоната, а због својих многоструких вредности, ова кућа је добила статус културног добра од великог значаја за Србију.